# فاكوندو غونزاليس ميراندا
فاكوندو غونزاليس ميراندا (بالإسبانية: Facundo González Miranda)‏ هو سياسي مكسيكي، ولد في 16 أكتوبر 1953 في ولاية مكسيكو في المكسيك. حزبياً، نشط في حزب الثورة الديمقراطية. وقد انتخب عضو مجلس النواب المكسيك.